# Rino Lavezzini
Rino Lavezzini (Fidenza, 20 febbraio 1952) è un allenatore di calcio italiano.

## Carriera

### Allenatore
Inizia la carriera di allenatore al Polesine nel 1985, per poi passare al Soragna. Dal 1987 al 1991 allena nei settori giovanili del Fiorenzuola, Fidenza e Parma.
Nel 1991 diventa allenatore del Montevarchi, con cui giunge al terzo posto nel Girone B della Serie C2 1991-1992 e l'ottavo in quella successiva. Passa nel 1993 alla Carrarese, che militava in Serie C1, rimanendovi all'inizio della stagione seguente. Nel febbraio 1995 è assunto alla guida del Giorgione, club col quale retrocede nei Dilettanti a fine play out della Serie C2 1994-1995.
Nel 1995 passa al Pontedera, venendo esonerato. Nel 1996, diventa allenatore del Catanzaro: esonerato mentre la squadra era terza in classifica, viene richiamato ai play off non riuscendo a ottenere la promozione in Serie C1.
Nel 1997 passa alla Massese, nel Campionato Nazionale Dilettanti 1997-1998: vi colleziona il terzo esonero consecutivo. Torna a allenare in Serie C2 nella stagione seguente, venendo chiamato a stagione in corso dal Mantova, e raggiunge il terzo posto del Girone A, perdendo ai play off col Prato. Nella stagione seguente è esonerato alla terza di campionato dal club lombardo. Nella stagione 2000-2001 è chiamato alla guida del Viareggio, club nel quale viene esonerato, richiamato e nuovamente esonerato.
Nella Serie C2 2001-2002 è chiamato a stagione in corso alla guida della neopromossa Poggese, subendo un nuovo esonero. Dal 22 settembre 2002, guida insieme a Vincenzo Torrente il Genoa che militava in Serie B, che al termine della stagione retrocederà in Serie C1 (verrà ripescata a seguito del Caso Catania). Rimasto coi rossoblu, Lavezzini è posto alla guida della Primavera.
Nel 2004 si trasferisce in Lituania alla guida del Sūduva Marijampolė, militante nella A Lyga 2004, e ottiene il settimo posto. Guida i lituani sino a maggio 2005 raggiungendo terzo posto e qualificazione in coppa UEFA .
A fine esperienza estera torna in Liguria, alla guida della Lavagnese, militante il Girone E della Serie D 2005-2006, venendo esonerato a novembre 2005 dopo il pareggio 2-2 col Cascina.
Nel 2006 torna all'estero, in Romania, alla guida del Petrolul Ploiești. Coi rumeni ottenne il terzo posto della Serie I nella Liga II 2006-2007.
Torna in Italia per guidare la primavera del Livorno e da febbraio 2009 la Carrarese, con cui ottiene il nono posto del Girone B della Lega Pro Seconda Divisione 2008-2009. Lasciato nell'estate il sodalizio toscano, che gli aveva offerto un posto da responsabile dell'area tecnica, per il desiderio di continuare a allenare, vi torna a novembre dello stesso anno, richiamato per sostituire il dimissionario Salvatore Mango. Il ritorno a Carrara è negativo, venendo esonerato a febbraio 2010.
Nel 2010 diviene allenatore della Primavera del Vicenza. Dal luglio 2011 è direttore tecnico del settore giovanile del Pisa.
Il 6 gennaio 2012 assume la guida del Rosignano Sei Rose, in Serie D, in sostituzione dell'esonerato Stefano Brondi., ma vi resta per poche gare prima di essere esonerato il 18 febbraio seguente.
Il 31 luglio 2012 è nominato allenatore del San Marco Avenza, squadra neopromossa nel campionato Eccellenza toscana. Il 10 maggio 2014 dopo la retrocessione in Promozione, lascia la squadra toscana.
Il 29 luglio 2014 diventa il vice allenatore di Carmine Parlato alla Biancoscudati Padova in Serie D, che al termine della stagione ottiene la promozione in Lega Pro. Nella stagione successiva, 2015-2016, rimane nella prima parte della stagione come vice di Carmine Parlato e poi, a seguito dell'esonero di quest'ultimo, diventa vice allenatore del nuovo tecnico Giuseppe Pillon.
Il 10 giugno 2016, con l'approdo di Oscar Brevi sulla panchina del Padova, diventa collaboratore dell'area tecnica della squadra veneta.
Il 15 aprile 2017 viene ingaggiato dall'Alessandria come secondo dell'allenatore Giuseppe Pillon, rimanendovi fino al termine del mandato di quest'ultimo.
Nel marzo 2019 è chiamato alla guida dell'Albissola, sempre in Serie C, in sostituzione dell'esonerato Claudio Bellucci: con lui la squadra ligure ottiene infine la salvezza diretta nel girone A.
Nel gennaio 2020, viene ingaggiato dal Ghiviborgo, club di serie D. Incarico che ricopre sino a febbraio 2021, quando con la squadra ultima in classifica, rassegna le dimissioni.
Nel novembre 2021 è chiamato alla guida della Massese in Eccellenza Toscana. Il 22 febbraio 2022, dopo la sconfitta esterna sul campo del Signa, rassegna le dimissioni.
Il 22 novembre 2022 subentra a Francesco Cristiani sulla panchina del Salsomaggiore, ultimo in classifica nel girone D di Serie D. Il 19 dicembre 2022, dopo quattro sconfitte consecutive sotto la sua gestione e con la squadra sempre all'ultimo posto della classifica, si dimette dall'incarico.

## Statistiche

### Statistiche da allenatore
Statistiche aggiornate al 12 novembre 2021.
| Stagione          | Squadra            | Campionato      | Campionato | Campionato | Campionato | Campionato | Coppe nazionali | Coppe nazionali | Coppe nazionali | Coppe nazionali | Coppe nazionali | Coppe continentali | Coppe continentali | Coppe continentali | Coppe continentali | Coppe continentali | Altre coppe | Altre coppe | Altre coppe | Altre coppe | Altre coppe | Totale | Totale | Totale | Totale | % Vittorie |
| Stagione          | Squadra            | Comp            | G          | V          | N          | P          | Comp            | G               | V               | N               | P               | Comp               | G                  | V                  | N                  | P                  | Comp        | G           | V           | N           | P           | G      | V      | N      | P      | %          |
| ----------------- | ------------------ | --------------- | ---------- | ---------- | ---------- | ---------- | --------------- | --------------- | --------------- | --------------- | --------------- | ------------------ | ------------------ | ------------------ | ------------------ | ------------------ | ----------- | ----------- | ----------- | ----------- | ----------- | ------ | ------ | ------ | ------ | ---------- |
| 1991-1992         | Montevarchi        | C2              | 38         | 14         | 21         | 3          | CI-C            | 4               | 1               | 1               | 2               | -                  | -                  | -                  | -                  | -                  | -           | -           | -           | -           | -           | 42     | 15     | 22     | 5      | 35,71      |
| 1992-1993         | Montevarchi        | C2              | 34         | 12         | 11         | 11         | CI-C            | 10              | 4               | 4               | 2               | -                  | -                  | -                  | -                  | -                  | -           | -           | -           | -           | -           | 44     | 16     | 15     | 13     | 36,36      |
| 1993-1994         | Carrarese          | C1              | 34         | 9          | 14         | 11         | CI-C            | 4               | 2               | 1               | 1               | -                  | -                  | -                  | -                  | -                  | -           | -           | -           | -           | -           | 38     | 11     | 15     | 12     | 28,95      |
| 1994-nov.1994     | Carrarese          | C1              | 11         | 2          | 3          | 6          | CI-C            | 2               | 0               | 0               | 2               | -                  | -                  | -                  | -                  | -                  | -           | -           | -           | -           | -           | 13     | 2      | 3      | 8      | 15,38      |
| feb.1995-1995     | Giorgione          | C2              | 14+2       | 5          | 3+1        | 6+1        | CI-C            | 0               | 0               | 0               | 0               | -                  | -                  | -                  | -                  | -                  | -           | -           | -           | -           | -           | 16     | 5      | 4      | 7      | 31,25      |
| 1995-mar.1996     | Pontedera          | C2              | 24         | 6          | 11         | 7          | CI-C            | 4               | 1               | 1               | 2               | -                  | -                  | -                  | -                  | -                  | -           | -           | -           | -           | -           | 28     | 7      | 12     | 9      | 25,00      |
| 1996-1997         | Catanzaro          | C2              | 26+1       | 12         | 10+1       | 4+1        | CI-C            | 4               | 1               | 2               | 1               | -                  | -                  | -                  | -                  | -                  | -           | -           | -           | -           | -           | 32     | 13     | 13     | 6      | 40,63      |
| dic.1998-1999     | Mantova            | C2              | 21+2       | 12         | 6+1        | 3+1        | CI-C            | 0               | 0               | 0               | 0               | -                  | -                  | -                  | -                  | -                  | -           | -           | -           | -           | -           | 23     | 12     | 7      | 4      | 52,17      |
| 1999-ott. 1999    | Mantova            | C2              | 5          | 1          | 3          | 1          | CI-C            | 4               | 1               | 2               | 1               | -                  | -                  | -                  | -                  | -                  | -           | -           | -           | -           | -           | 9      | 2      | 5      | 2      | 22,22      |
| 2000-2001         | Viareggio          | C2              | 15         | 2          | 3          | 10         | CI-C            | 4               | 1               | 2               | 1               | -                  | -                  | -                  | -                  | -                  | -           | -           | -           | -           | -           | 19     | 3      | 5      | 11     | 15,79      |
| gen.-mar.2002     | Poggese            | C2              | 8          | 0          | 1          | 7          | CI-C            | 0               | 0               | 0               | 0               | -                  | -                  | -                  | -                  | -                  | -           | -           | -           | -           | -           | 8      | 0      | 1      | 7      | &0,00      |
| set.2002-2003     | Genoa              | B               | 36         | 9          | 12         | 15         | CI              | 0               | 0               | 0               | 0               | -                  | -                  | -                  | -                  | -                  | -           | -           | -           | -           | -           | 36     | 9      | 12     | 15     | 25,00      |
| 2004              | Sūduva             | A lyga          | 28         | 5          | 7          | 16         | -               | -               | -               | -               | -               | -                  | -                  | -                  | -                  | -                  | -           | -           | -           | -           | -           | 36     | 9      | 12     | 15     | 25,00      |
| 2005              | Sūduva             | A lyga          | 36         | 16         | 11         | 9          | LT              | 4               | 3               | 0               | 1               | -                  | -                  | -                  | -                  | -                  | -           | -           | -           | -           | -           | 40     | 19     | 11     | 10     | 47,50      |
| 2006-2007         | Petrolul Ploiești  | Liga II         | 34         | 17         | 8          | 9          | -               | -               | -               | -               | -               | -                  | -                  | -                  | -                  | -                  | -           | -           | -           | -           | -           | 34     | 17     | 8      | 9      | 50,00      |
| feb.2009-2009     | Carrarese          | SD              | 14         | 5          | 4          | 5          | -               | -               | -               | -               | -               | -                  | -                  | -                  | -                  | -                  | -           | -           | -           | -           | -           | 14     | 5      | 4      | 5      | 35,71      |
| nov.2009-feb.2010 | Carrarese          | SD              | 11         | 2          | 3          | 6          | -               | -               | -               | -               | -               | -                  | -                  | -                  | -                  | -                  | -           | -           | -           | -           | -           | 11     | 2      | 3      | 6      | 18,18      |
| gen.-feb.2012     | Rosignano Sei Rose | D               | 6          | 2          | 2          | 2          | -               | -               | -               | -               | -               | -                  | -                  | -                  | -                  | -                  | -           | -           | -           | -           | -           | 6      | 2      | 2      | 2      | 33,33      |
| 2012-2013         | San Marco Avenza   | Ecc             | 30         | 9          | 10         | 11         | CI Dil.         | 3               | 1               | 1               | 1               | -                  | -                  | -                  | -                  | -                  | -           | -           | -           | -           | -           | 33     | 10     | 11     | 12     | 30,30      |
| 2013-2014         | San Marco Avenza   | Ecc             | 28         | 3          | 11         | 14         | -               | -               | -               | -               | -               | -                  | -                  | -                  | -                  | -                  | -           | -           | -           | -           | -           | 28     | 3      | 11     | 14     | 10,71      |
| mar.-giu. 2019    | Albissola          | C               | 8          | 2          | 3          | 3          | CI-C            | 0               | 0               | 0               | 0               | -                  | -                  | -                  | -                  | -                  | -           | -           | -           | -           | -           | 8      | 2      | 3      | 3      | 25,00      |
| gen.-giu. 2020    | Ghivizzano         | D               | 7          | 3          | 0          | 4          | -               | -               | -               | -               | -               | -                  | -                  | -                  | -                  | -                  | -           | -           | -           | -           | -           | 7      | 3      | 0      | 4      | 42,86      |
| 2020-feb. 2021    | Ghivizzano         | D               | 15         | 1          | 4          | 10         | -               | -               | -               | -               | -               | -                  | -                  | -                  | -                  | -                  | -           | -           | -           | -           | -           | 15     | 1      | 4      | 10     | &6,67      |
| Totale carriera   | Totale carriera    | Totale carriera | 461        | 144        | 157        | 160        |                 | 43              | 15              | 14              | 14              |                    | -                  | -                  | -                  | -                  |             | -           | -           | -           | -           | 504    | 159    | 171    | 174    | 31,55      |